# 칼릴 하카니
칼릴 하카니(Khalil Haqqani, 본명: 칼릴 라만 하카니, 파슈토어: خلیل‌الرحمن حقاني [xalilʊrahˈmɑn haqɑˈni], 1966년 1월 1일 ~ , 다른 이름: Khalil Ur-Rahman Haqqani, Khalil al-Rahman Haqqani, Khaleel Haqqani, Khalil Ahmad Haqqani)은 파슈툰인 군벌이다. 전 무자헤딘 지도자이자 아프가니스탄의 특별 지정 글로벌 테러리스트이다. 2021년 9월 7일부터 국제적으로 인정받지 못하는 탈레반 정권에서 난민 및 송환부 장관 대행을 맡고 있다. 반군 하카니 네트워크의 저명한 멤버였다.